# En selle !
Pour les articles ayant des titres homophones, voir Ancel et Ancelle.
En selle ! est une série de livres  édités par Pocket jeunesse, et écrits par Christine Féret-Fleury et Geneviève Lecourtier. Ils racontent les aventures de Léa, Alix, Luc et Jessica, quatre jeunes passionnés d'équitation qui montent à cheval au club des Garrigues. Les livres mêlent les thèmes communs de la préadolescence : relations entre camarades, premières amours et apprentissage, à des enquêtes ayant pour toile de fond le milieu équestre.